# الخرابة (الدمن)

تعديل مصدري - تعديل

الخرابة محلة تابعة لقرية الدمن، التابعة لعزلة العداني بمديرية ذي السفال إحدى مديريات محافظة إب في الجمهورية اليمنية، بلغ تعداد سكانها 24 حسب تعداد اليمن لعام 2004.